# Nachal Moran
Nachal Moran (hebrejsky נחל מורן‎) je vádí v Horní Galileji, v severním Izraeli.
Začíná na jižních svazích hory Har Chiram, jižně od dálnice číslo 89. Směřuje pak k západu hlubokým zalesněným údolím, nedaleko východního okraje města Churfejš se zvolna stáčí k jihu a ústí zprava do vádí Nachal Kziv, jež jeho vody odvádí do Středozemního moře. Krátce před ústím ještě přijímá zleva vádí Nachal Nerija.